# Phaeomolis tavakilinani
Phaeomolis tavakilinani là một loài bướm đêm thuộc phân họ Arctiinae, họ Erebidae.